# Parhomivka, Illinți
Parhomivka (în ucraineană Пархомівка) este un sat în comuna Hrinivka din raionul Illinți, regiunea Vinnița, Ucraina.

## Demografie
Componența lingvistică a localității Parhomivka
     Ucraineană (99,58%)
     Alte limbi (0,42%)
Conform recensământului din 2001, majoritatea populației localității Parhomivka era vorbitoare de ucraineană (99,58%), existând în minoritate și vorbitori de alte limbi.